# Сяноцький замок

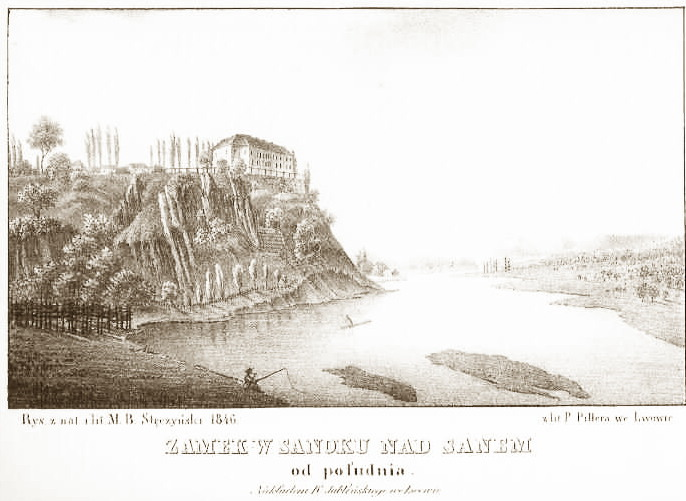
Замок на літографії Стечинського 1846 р.

Сяноцький замок – (пол. Zamek Królewski w Sanoku, англ. Sanok Castle) — замок у Сяноку, у 1445-1772 центрі Сяноцької землі Руського воєводства, тепер повітовому містечку Підкарпатського воєводства Польщі.
Терени навколо Сянока входили до Великоморавської держави, при розпаді якої їх прилучив до своєї держави 981 київський князь Володимир І Великий. Припускають, що слов’янське поселення могло виникнути на межі Х-ХІ ст. У городищі Трепча біля міста віднайдено олов’яні печатки перемишльського князя Рюрика Ростиславовича. Під час війн за Галичину, у 1150 році, місто захопив угорський король Гейза ІІ, полонивши княжого посадника. Відомі згадки початку ХІІІ ст. про зустрічі у замку князів з угорськими володарями. Поселення знищили 1241 монголо-татари, прямуючи на Краків і до Угорських воріт - Дукельського перевалу у Карпатах. 
Місто відновив у 1260-х роках, ймовірно, князь Лев І, який був частим гостем у околицях Сянока. До цього часу відноситься спорудження у замку церкви святого Димитрія. За польською традицією після 1340 з наказу Казимира ІІІ начебто звели дерев’яний замок з вільностоячою кам’яною вежею (10×10 м), яка очевидно була вежею-стовпом з княжої доби, як у інших княжих містах (Холм, Столп'є, Берестя, Кам’янець, Львів і т. д.). Від міста замок відділяв глибокий рів, з трьох сторін очочували стрімкі схили гори, заплава ріки Сян. 
У замку святкував 1417 свій третій шлюб Владислав ІІ Ягайло, який вже з четвертою дружиною Софією Гольшанською провів у замку 9 тижнів протягом 1422-1424 років. Король відписав 1424 Софії Гольшанській на утримання серед інших маєтностей Сянок із замком, який з вересня 1434 став для неї на 26 років резиденцією після смерті Ягайла. Надалі замок входив до маєтностей, які надавали для утримання королев. Замок відновили 1448, тут знаходились три суди Сяноцької землі. З наказу королеви Бони її охмістр Вольський розпочав 1523 перебудову замку на резиденцію. Було вимурувано поверховий палац, надбрамну вежу, оборонний мур товщиною у два метри навколо замкового двору, зведено дерев’яні будинки челяді і господарські, підведено водогін. Завершив перебудову замку до 1548 староста Сянока, добудувавши бічні крила палацу, звівши нову цегляну вежу і викопавши 20-метрову криницю. В 1550 році була зруйнована давня православна церква св. Димитрія, походження якої відноситься до княжих часів. У 1555/56 роках у замку мешкала угорська королева Ізабела, донька Бони. Замок витримав напад татар 1624, але через 12 років частина його мурів осунулась до ріки Сян. На 1665 замок стояв понищеним, а 1672 татари повністю спалили місто, замок, який за рік відновив староста Юрій Мнішек. На 1765 будівлі міста і замок стояли в руїні, через що австрійці не знайшли жодної будівля придатного для розміщення староства. Через аварійний стан будівель 1799 австрійці в замку розібрали оборонний мур, допоміжні будівлі, крило палацу. Для розміщення урядових закладів палац відновили до 1812 року, але через сто років через аварійний стан розібрали друге крило замку. З 1930-х років у замку діяв музей Сяноцької землі, де з 1950-х років основними експонатами є збірка церковного мистецтва XV-XIX ст., що походить з музею «Лемківщина», відкритого 1934 у плебанії греко-католицької церкви Сянока. З 2006 почались підготовчі роботи по підготовці відбудови двох крил палацу.

## Посилання

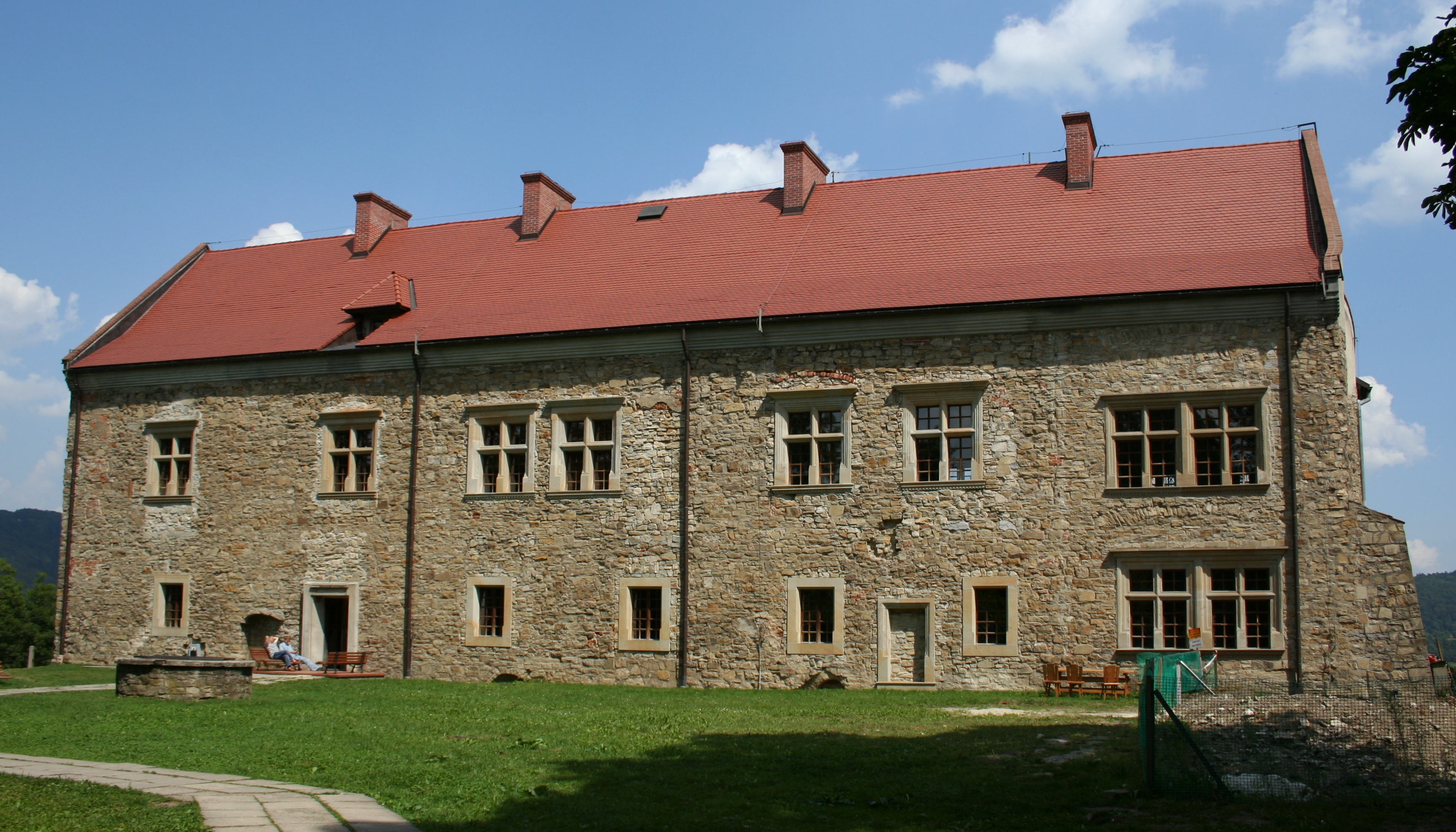
Замковий палац сьогодні